# Gibberula burnupi
Gibberula burnupi là một loài ốc biển, một động vật thân mềm chân bụng sống ở biển trong họ Cystiscidae, họ Ốc mép.

## Mô tả
Loài này có kích thước giữa 4 mm và 5.2 mm.

## Phân bố
Chúng phân bố ở Ấn Độ Dương dọc theo Madagascar và Nam Phi.